# داوری نهایی (میکل‌آنژ)
واپسین داوری (به انگلیسی: The Last Judgment)، (به ایتالیایی: Il Giudizio Universale) نام یک فرسکوی مذهبی است. این اثر به وسیله میکل آنژ از استادان هنر رنسانس بر محراب کلیسای سیستین در واتیکان نقش شده است.

## موضوع اثر
تکمیل این اثر از ۱۵۳۶ تا ۱۵۴۱ میلادی زمان برده است. این اثر بسیار بزرگ است و تمام بخش پشتی محراب کلیسای سیستین را پوشانده است. مضمون این اثر، تجسم بازگشت مسیح و واپسین داوری انسان‌ها توسط خداوند است. روح انسانها از روی زمین برخاسته و به آسمانها و بسوی سرنوشت نهایی خود می‌رود. در حالیکه عیسی مسیح در گرد حواریون خود ار جمله سن پیتر، سن لاورنس، سن بارتولومه یا ناتانائیل، سن پل، سن سباستین، جان باپتیست و دیگران قرار گرفته است. مریم مقدس در پشت مسیح پنهان شده و در اینجا و آنجای تصویر، آدم‌هایی را به سوی جهنم می‌برند تا مجازات کنند.

## روز واپسین در انجیل متی
در انجیل متی (۵۲: ۶۳–۹۲) در این‌باره چنین آمده است:
«هنگامی که من، مسیح موعود، با شکوه و جلال خود و همراه با تمام فرشتگانم بیایم
آنگاه بر تخت باشکوه خود خواهم نشست
سپس تمام قوم‌های روی زمین در مقابل من خواهند ایستاد و من
ایشان را از هم جدا خواهم کرد،
همان‌طور که هر چوپانی گوسفندها را از بزها جدا می‌کند
گوسفندها را در طرف راستم قرار می‌دهم و بزها را در طرف چپم
آنگاه به عنوان پادشاه به کسانی که در طرف راست من هستند خواهم گفت
بیایید ای عزیزان پدرم!
بیایید تا شما را در برکات ملکوت خدا سهیم گردانم
برکاتی که از آغاز آفرینش دنیا برای شما آماده شده بود
زیرا وقتی که من گرسنه بودم، شما به من خوراک دادید
وقتی من تشنه بودم، به من آب دادید
وقتی غریب بودم، مرا به خانه‌تان بردید
وقتی برهنه بودم، به من لباس دادید
وقتی بیمار و زندانی بودم، به عیادتم آمدید».

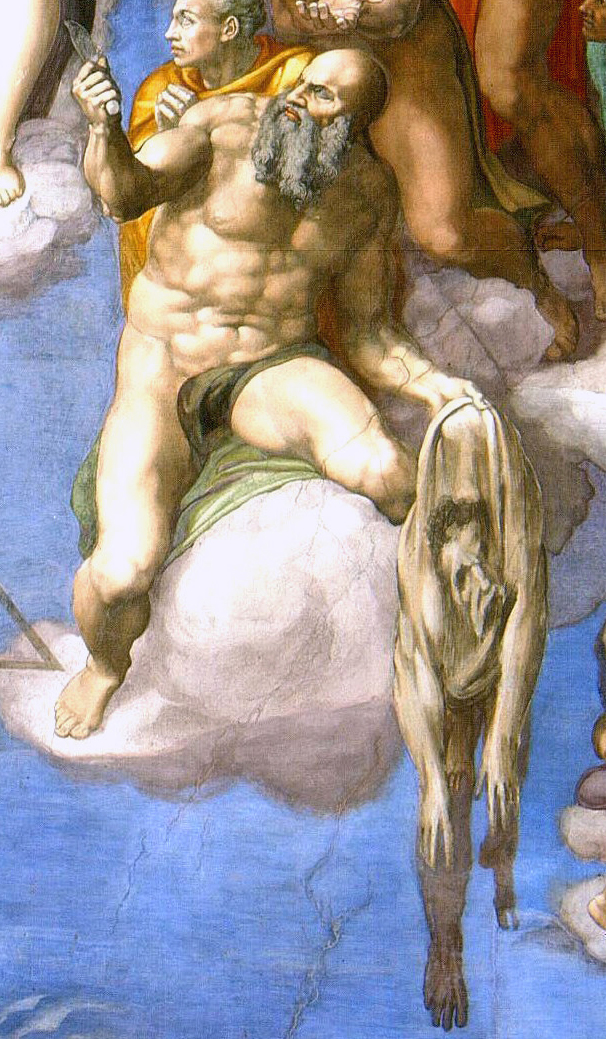
سن بارتولومه(ناتانائیل) در حالیکه پوست کنده شدهٔ خود را در دست دارد. به عقیده بسیاری از متخصصان، میکل آنژ چهرهٔ خود را در این طرح نقش زده است.

میکل آنژ در نقاشی داوری واپسین، سن بارتولومه را با پوست‌های آویزان شده از بازوهایش نشان داده است در حالیکه به‌جای چهره سن بارتولومه چهره خودش را نقش زده است. این کار در آغاز باعث ایجاد مشکلاتی در کار وی شد. اما در نهایت اجازه اینکار داده شد. در این طرح، بارتولومه با چهره‌ای کاملاً خسته و بی‌رمق تصویر شده در حالیکه پوست خود را در دست دارد. میکل آنژ در هنگام پایان این اثر در اواخر شصت سالگی بود.